# 甲斐市立竜王東小学校
甲斐市立竜王東小学校（かいしりつ りゅうおうひがししょうがっこう）は、山梨県甲斐市富竹新田にある公立小学校。

## 沿革
- 1988年（昭和63年）
  - 04月01日 - 竜王小学校から分離開校[1]。
  - 04月02日 - 開校式が行われる[2]。
- 1997年（平成09年）09月27日 - 築山（のびっ子の丘）披露式[2]。

## 学校周辺
- フォレストモール甲斐竜王
- 甲斐市立竜王東保育園

## アクセス
- JR中央本線甲府駅より1駅、竜王駅下車（乗車時間4分）、竜王駅より徒歩20分。計24分。
- 甲府駅南口バスターミナルより山梨交通バス42・43・44・46・47・49系統に乗車（乗車時間15分）、徳行南バス停下車徒歩14分。計29分。
- 甲府駅南口バスターミナルより山梨交通バス20・25・57・76・83・90・91・98系統に乗車（乗車時間11分）、東海高校バス停下車徒歩24分。計35分。